# Red Bog, Kildare SAC
Red Bog, Kildare SAC este o arie protejată (sit de importanță comunitară — SCI) din Irlanda întinsă pe o suprafață de 36,47 ha, integral pe uscat.

## Localizare
Centrul sitului Red Bog, Kildare SAC este situat la coordonatele 53°11′48″N 6°32′06″W / 53.196776°N 6.535123°V.

## Înființare
Situl Red Bog, Kildare SAC a fost declarat sit de importanță comunitară în iunie 2003 pentru a proteja 1 specie de animale.

## Biodiversitate
Situată în ecoregiunea atlantică, aria protejată conține 3 habitate naturale: Lacuri eutrofice naturale cu vegetație de tip Magnopotamion sau Hydrocharition, Turbării active, Mlaștini turboase de tranziție și turbării mișcătoare.
La baza desemnării sitului se află o specie protejată de  păsări: pescăruș râzător (Larus ridibundus).
Pe lângă speciile protejate, pe teritoriul sitului au mai fost identificate 2 specii de păsări.